# Гвозниця Горішня
Гвозниця Горішня (пол. Gwoźnica Górna) — село в Польщі, у гміні Небилець Стрижівського повіту Підкарпатського воєводства.
Населення — 1358 осіб (2011).

## Етнографія
Лінгвісти зараховували жителів даної місцевості до  замішанців — проміжної групи між лемками і  надсянцями.

## Історія
Українці-грекокатолики села поступово зазнавали процесів латинізації та подальшої полонізації. Вони належали до парафії Близенька Дуклянського, а з 1843 року — Короснянського деканату. Метричні книги велися з 1776 року.
Після Другої світової війни село опинилось на теренах ПНР.
У 1975-1998 роках село належало до Ряшівського воєводства.

## Демографія
Демографічна структура станом на 31 березня 2011 року:
|          | Загалом | Допрацездатний вік | Працездатний вік | Постпрацездатний вік |
| -------- | ------- | ------------------ | ---------------- | -------------------- |
| Чоловіки | 684     | 167                | 432              | 85                   |
| Жінки    | 674     | 145                | 365              | 164                  |
| Разом    | 1358    | 312                | 797              | 249                  |